# Rue Boutarel
Pour les articles homonymes, voir Boutarel.
La rue Boutarel est une rue située sur l'île Saint-Louis, dans le 4e arrondissement de Paris, en France.

## Situation et accès

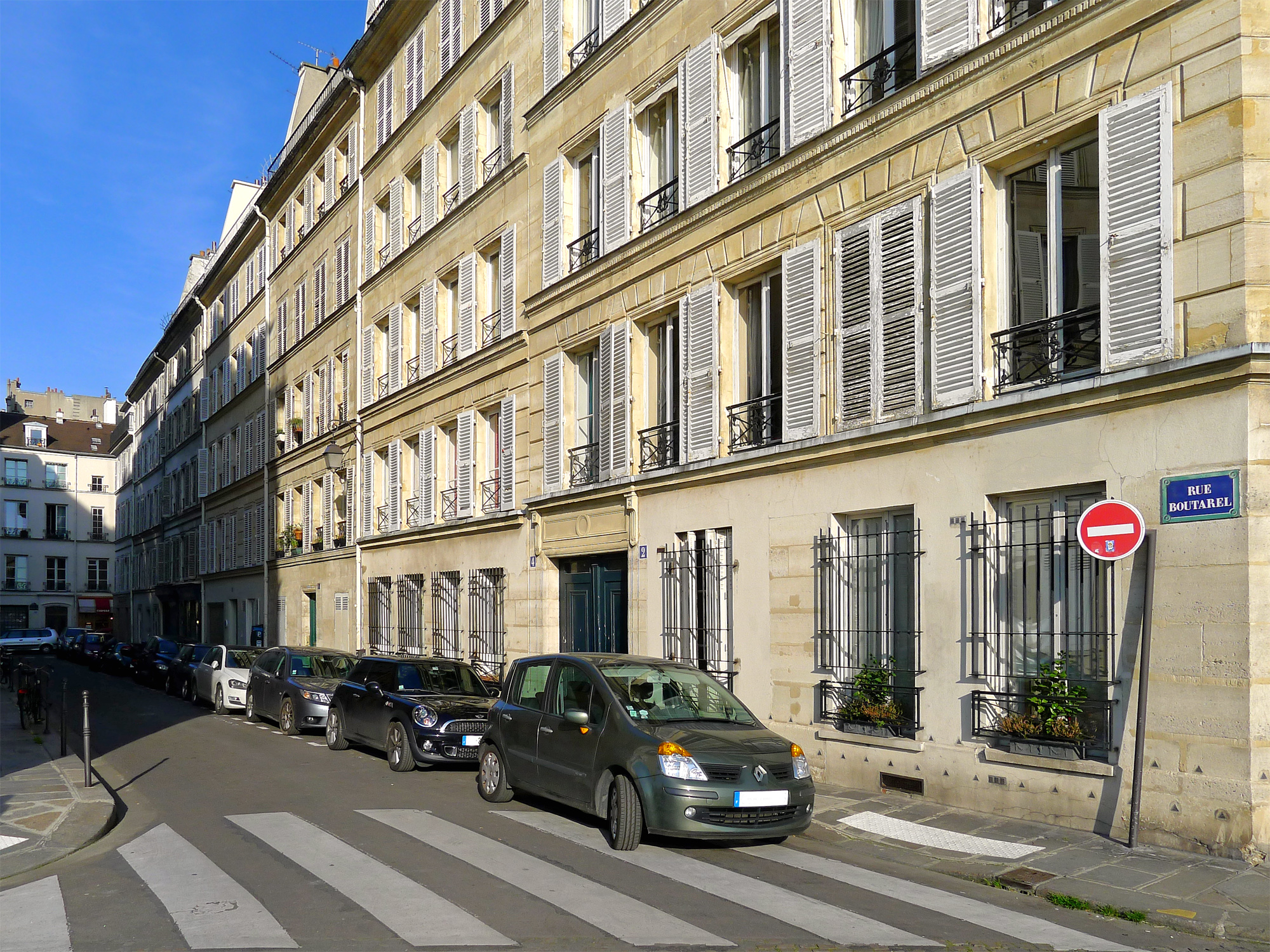
Rue Boutarel vue en direction de la rue Saint-Louis-en-l’Île.

Longue de 59 mètres, elle commence au 34, quai d’Orléans et se termine au 75, rue Saint-Louis-en-l’Île.
Le quartier est desservi par la ligne 7 à la station Pont Marie.

## Origine du nom
Elle fut nommée ainsi en hommage à M. Boutarel, capitaine de la garde nationale, propriétaire des terrains sur lesquels la voie a été ouverte.

## Historique
Cette voie est ouverte en 1846 sous le nom de « passage Boutarel ». L'autorisation de livrer passage à la circulation publique est donnée aux propriétaires par une ordonnance de police du 21 juin 1847 qui fixe à 14,62 m la hauteur des maisons en bordure. Le passage est alors pavé et les trottoirs sont en construction mais il n’a pas encore été pourvu à l’éclairage. Des grilles, ouvertes la journée, sont prévues aux deux extrémités. Ces grilles, « fort belles » selon un témoin du temps, subsistent jusqu’en 1870. La rue est alors éclairée par des quinquets.
En janvier 1871, pendant la guerre franco-allemande, l’île Saint-Louis est pour la première fois atteinte par les obus prussiens. Un projectile tombe sur le toit de la maison faisant l’angle du quai d’Orléans et de la rue Boutarel.
En 1883, la rue est classée au nombre des voies publiques de la ville de Paris.

## Bâtiments remarquables et lieux de mémoire
- Maria de Funès (20 juillet 1907 – 28 octobre 1993), dite Mine, sœur de l'acteur Louis de Funès (1914-1983), habita durant les vingt dernières années de sa vie rue Boutarel[8].
- No 1 : André Dignimont (1891-1965), artiste peintre, a vécu à cette adresse de 1927 à 1965, comme le signale une plaque en façade.
- No 2 : Théodore Vacquer (1824-1899), archéologue et architecte à l'origine de la découverte des arènes de Lutèce, vivait à cette adresse lors de son décès.
- No 3 : l’écrivain Jean Wallon (1821-1882) a habité à cette adresse[9].
- No 8 : c’est à cette adresse que l’Action royaliste populaire (union des groupes libéraux, conservateurs et patriotes du quartier Notre-Dame) a sa permanence en 1904[10].

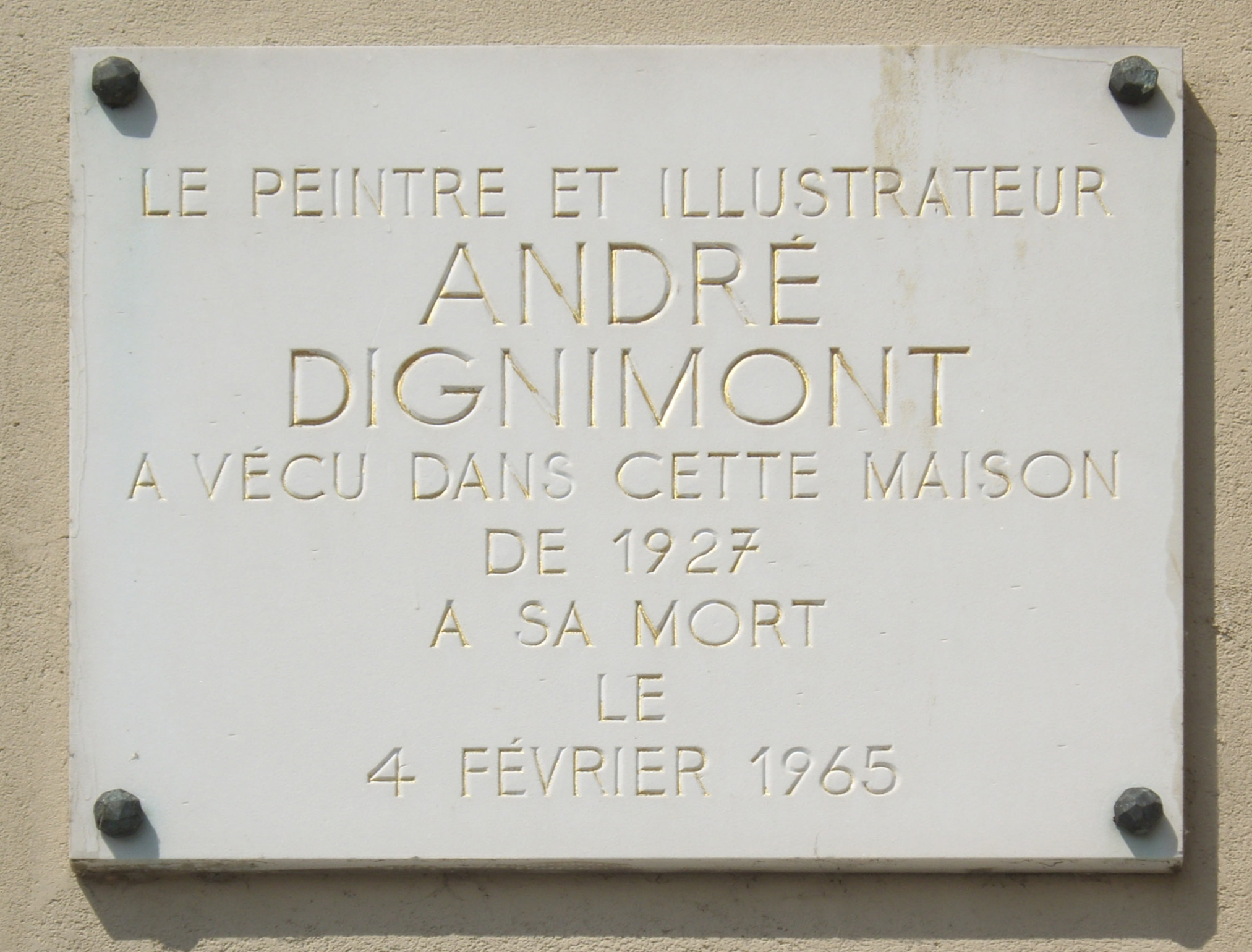
Plaque commémorative apposée au 1, rue Boutarel.

## Dans la culture
- En 1930 paraît un petit roman intitulé Rue Boutarel, dont l’auteur, Guy Paisant, raconte la vie quotidienne de quelques habitants de la rue[11].